# Gland (Rhône)
Der Gland ist ein kleiner Fluss im Südosten von Frankreich, der im Département Ain der Region Auvergne-Rhône-Alpes nordwestlich der Stadt Chambéry verläuft.

## Geografie

### Verlauf
Der Gland entspringt im Gemeindegebiet von Conzieu, entwässert mit einem Bogen über Ost generell Richtung Südsüdwest durch die Landschaft Bugey und erreicht das rund 60 Meter tiefer liegende Rhônetal, dessen Höhenunterschied der Gland mit der sehenswerten Cascade de Glandieu überwindet. Er mündet schließlich nach rund 16 Kilometern im Gemeindegebiet von Groslée-Saint-Benoit als rechter Nebenfluss in die Dérivation de Bregnier-Cordon, einen Seitenarm der Rhône.

### Orte am Fluss
(Reihenfolge in Fließrichtung)
- Conzieu
- Saint-Bois, Gemeinde Arboys en Bugey
- Prémeyzel
- Glandieu, Gemeinde Brégnier-Cordon
- Evieu, Gemeinde Groslée-Saint-Benoit